# 五港镇
五港镇，是中华人民共和国江苏省淮安市涟水县下辖的一个乡镇级行政单位。

## 行政区划
五港镇下辖以下地区：
五港社区、港东社区、桃园村、五里村、薛桥村、租田村、平安村、港北村、蔡工村、黄码村、港南村和港西村。